# Billy Lynn và cuộc chiến nửa đời người
Billy Lynn và cuộc chiến nửa đời người (tiếng Anh: Billy Lynn's Long Halftime Walk) là một bộ phim điện ảnh thuộc thể loại chiến tranh - chính kịch công chiếu năm 2016 phóng tác từ cuốn tiểu thuyết cùng tên của nhà văn Ben Fountain. Là sản phẩm từ sự hợp tác giữa ba nước Anh, Mỹ và Trung Quốc, tác phẩm do Lý An làm đạo diễn kiêm sản xuất, với sự tham gia diễn xuất của các diễn viên gồm Joe Alwyn, Kristen Stewart, Chris Tucker, Garrett Hedlund, Makenzie Leigh, Vin Diesel và Steve Martin. Bộ phim chính thức khởi quay từ tháng 4 năm 2015 tại Georgia. Với kinh phí sản xuất 40 triệu USD, đây là bộ phim có chi phí sản xuất cao do là phim điện ảnh đầu tiên sử dụng tốc độ khung hình lên đến 120 khung hình mỗi giây.
Bộ phim có buổi công chiếu trên toàn thế giới tại Liên hoan phim New York vào ngày 4 tháng 10 năm 2016, và được TriStar Pictures chính thức phát hành tại Mỹ vào ngày 11 tháng 11 năm 2016 và tại Vương quốc Anh vào ngày 10 tháng 2 năm 2017. Việt Nam và Trung Quốc cũng đã công chiếu bộ phim này vào ngày 11 tháng 11 dưới định dạng 2D, 3D ở độ phân giải 4K HD chất lượng cao. Sau khi ra mắt, bộ phim nhận về những lời đánh giá trái chiều từ giới chuyên môn, và cũng là một thất bại về doanh thu khi chỉ thu về 30,9 triệu USD tại các phòng vé toàn cầu.